# Globo Da Vinci

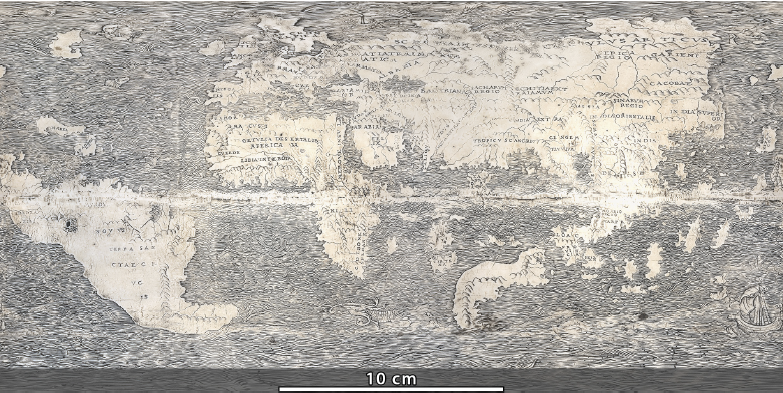
Raffigurazione intera della superficie del Globo Da Vinci

Il globo Da Vinci o Globo di Missinne è un globo rinascimentale terrestre risalente al 1504 attribuito a Leonardo da Vinci. Il globo Da Vinci è il globo più antico per mostrare il nuovo mondo.
Nel giugno 2012, alla fiera della International Map Collectors' Society, tenutasi presso la Royal Geographical Society a Londra, il globo Da Vinci fu erroneamente catalogato come uno scrimshaw, cioè uno degli oggetti di artigianato prodotti tradizionalmente dai marinai incidendo e lavorando avori, ossa, conchiglie, ecc., risalente al XIX secolo. In quell'occasione fu scoperto dal ricercatore belga Stefaan Missinne.
È il primo globo su cui sono incisi i nomi di paesi come il Brasile, la Germania, la Gallia, la Russia, l'Anglia, la Scozia, l'Armenia, la Giudea, ecc.

## Descrizione e origine
Il globo Da Vinci è una sfera cava ricavata da due semisfere ottenute dalla parte inferiore di uova di struzzo,  originarie della struzzeria del castello Visconteo di Pavia, come supportato dalla ricerca sugli isotopi dello stronzio.
Nella semisfera inferiore si trova un contrappeso, composto da calcio, miscelato con albume d'uovo, il cui scopo è mantenere il globo in posizione corretta, dato che esso non ha alcun tipo di montatura. Il colore delle incisioni sulla superficie del globo varia in funzione della luce, delle ombre e dei riflessi. Talvolta è scuro, cangiante tra il nerastro e il blu.
La provenienza del globo (per decenni parte di una importante collezione europea) è stata ricostruita nei limiti del possibile: la datazione plurisecolare dei gusci delle uova di struzzo è stata verificata in laboratori certificati a Mannheim, Zurigo e Vienna.

### Manufatti simili
Il globo è il prototipo, o modello, del globo Hunt-Lenox, realizzato mediante fusione in rame e conservato alla New York Public Library.
A differenza del globo Behaim, risalente al 1492 e conservato presso il Museo Nazionale Tedesco di Norimberga, il cui diametro è di 51 cm, il globo Da Vinci testimonia la più antica rappresentazione del Nuovo Mondo, nella sua parte centro-meridionale, su di un oggetto che possa essere tenuto sul palmo di una mano.
Il globo è realizzato in scala 1:80000000 e il suo diametro è di circa 11,2 cm. Il suo peso è di 134 grammi. L'asse nord-sud è verticale, secondo l'antica teoria aristotelica. Il suo gemello, il globo Lenox, fulcro di una sfera armillare ormai perduta, è stato ottenuto per fusione ed è in rame. Nella parte inferiore del globo Da Vinci è stata rinvenuta una goccia di rame rosso contenente tracce di arsenico, sostanza di cui Leonardo parla, descrivendone la proprietà, se aggiunta al rame, di mantenere il colore rosso di quest'ultimo. Egli infatti nel Codice Atlantico, f 1103v, scrive testualmente: "Metti nella mistura il rame arso, ovvero la corrompi collo arsenico, ma sarà frangibile". L'analisi visiva del globo Lenox mostra chiaramente l'assenza di qualsiasi corrosione o patina, verde o scura: non si conoscono altre evidenze dell'uso dell'arsenico come inibitore dei fenomeni di corrosione del rame nella Firenze del Cinquecento.
Il globo Jagelloniano, di origini francesi, realizzato in ottone, ha un diametro di 7,35 cm ed era originariamente parte di un orologio astronomico costruito a in Francia intorno al 1509. Esso risulta essere derivato, da un punto di vista cartografico, dal globo Lenox.
La somiglianza tra il globo Da Vinci, precedentemente presentato come globo di uova di struzzo (Ostrich Egg Globe, OEG), e il globo Lenox fu confermata nel 2012 dal prof. Rudolf Schmidt, già presidente della Coronelli Society, e dall'esperto d'arte Arciduca Dr. Géza von Habsburg nel 2013. Nello stesso anno fu pubblicato su di esso un articolo in inglese, “A Newly Discovered Early Sixteenth-Century Globe Engraved on an Ostrich Egg. The Earliest Surviving Globe Showing the New World”. La scoperta ebbe risonanza internazionale attraverso il Washington Post.
L'ipotesi che il Globo da Vinci del 1504 sia stato realizzato sulla base delle gore xilografiche erroneamente chiamate Waldseemüller viene confutata. Questi gores rappresentano un contenuto cartografico molto semplificato e non sono mai stati destinati all'incollaggio su un globo. Secondo Elly Dekker questi globi non sono stati realizzati per costruire globi ma solo per spiegare l'idea di fondo. La gradazione dei meridiani è di 18 gradi ciascuno (invece di 10). Inoltre, il nome America è chiaramente raffigurato e non c'è alcuna corrispondenza nei toponimi, né nel tipo di lettere, né nelle navi, nelle onde, nei mostri e in altri intricati dettagli del mappamondo da Vinci, che risale a dopo il 1517.

## Autenticazione a Leonardo da Vinci
Nel Codex Arundel, conservato presso la British Library, è stato scoperto da Stefaan Missinne un disegno preparatorio per il globo, risalente al 1503, una mappa del mondo finora sconosciuta raffigurante la costa del Brasile. Si tratta di una prova del fatto che Leonardo Da Vinci fosse informato in merito alla scoperta dell'America da parte di Cristoforo Colombo e soprattutto del concittadino Amerigo Vespucci, come sembrerebbe evidente e ribadito anche, nei punti luminosi - probabilmente stelle - da ricondurre alla costellazione di Arturo, nel globo ottico del Salvator Mundi. In passato, il disegno in questione fu erroneamente interpretato come una raffigurazione della superficie della Luna. Durante il suo soggiorno fiorentino nel 1504, da Vinci scrisse in merito al suo globo nel Codice Atlantico, menzionando il desiderio che l'oggetto gli fosse restituito da parte dell'amico Giovanni Benci, che lo aveva presso di sé.
Leonardo da Vinci calcolò che il diametro della Terra risultasse di 7000 miglia nautiche rinascimentali italiane (con un valore di circa 1280metri per un miglio): tale valore è riflesso nel diametro e nel fattore di scala del globo Da Vinci. L'America Settentrionale e buona parte dell'America Centrale, non ancora scoperte nel 1504, risultano coperte dall'oceano, ma al centro troviamo evidenziato un corridoio trasformabile in rotta commerciale verso l'oriente, un passaggio a Occidente.
Il globo Da Vinci, realizzato da un artista mancino, come sappiamo esser stato Leonardo, è costellato di immagini: troviamo navi, un vulcano, marinai, un mostro marino, pentimenti, rappresentazioni di onde, montagne, fiumi, linee costiere, burle, la linea del Trattato di Tordesillas (risalente al 1494) e un anagramma a struttura triangolare. La varietà di rappresentazioni dei rilievi montuosi comprende profili aguzzi e frastagliati e profili conici. Vi si trovano tratteggi volti a dare la sensazione della profondità, per i diversi tipi di montagne. Analoghe varietà nei tratteggi sono rilevabili nella raffigurazione delle onde e dei natanti. Le navi sono rese con accuratezza e grande dettaglio.
Leonardo possedeva un manoscritto di Francesco di Giorgio Martini, noto come Codice Ashburnham: al cui foglio 25v è presente una rappresentazione di una caracca a vele quadrate, rappresentata a volo d'uccello mentre naviga su un fiume, identico a quello sul globo Da Vinci. Leonardo lasciò chiose di proprio pugno sul codice di Francesco di Giorgio, che, peraltro, è l'unico volume sopravvissuto tra quanti componevano la biblioteca personale del genio vinciano. L'esperta italiana Elisabetta Gnignera ha svolto un'accurata analisi della complessa acconciatura del marinaio in procinto di annegare, confermando la compatibilità della stessa sia con la data (1504) sia con la provenienza geografica (Firenze) del globo. Sulla superficie marina le onde sono incise con un tratto distintivo, estremamente complesso e intricato, del tutto senza riscontri nella storia della cartografia.
Il 5 aprile 2014 il professor Carlo Pedretti, massimo esperto italiano di Leonardo da Vinci, esaminò l'intera ricerca, congratulandosi con il prof. Missinne per come era stata condotta. Il giorno 1º ottobre 2017 i risultati del pluriennale studio sul globo furono presentati al convegno internazionale dell'IMCOS (International Maps Collectors' Society) ad Amburgo. A tale evento fecero seguito una conferenza per i membri della Società Austriaca per la Storia della Scienza, nell'aprile 2018, una presentazione al convegno ISHMap nel giugno 2018, un'altra all'International Cartography Conference di Oxford nel settembre 2018 e una presso l'Università di Vienna il 3 aprile 2019. L'autenticità del materiale del Globo da Vinci è stata verificata attraverso il confronto con un guscio di uovo di struzzo zoologico mediante analisi spettroscopica Raman. Il rapporto di prova OFI n. 418.758 del 31 maggio 2016, firmato e timbrato, ha concluso che il Globo da Vinci è costituito da un guscio d'uovo naturale. 

## Luoghi citati
Sul globo Da Vinci si trovano incisi i nomi del Circolo Artico e del Tropico del Cancro, ma non i relativi paralleli. Non vi è indicazione dell'equatore, né degli oceani, né del Tropico del Capricorno o dell'Antartico.
Nel continente sudamericano c'è una traccia (una linea ripassata due volte) di quello che avrebbe potuto essere il Tropico del Capricorno. La scritta ANFVROIN è coperta dall'Equatore. Il Polo Nord eclittico, conosciuto sin dall'Antichità, è indicato. L'Equatore non è marcato esplicitamente ma è in corrispondenza della linea di giunzione delle due semisfere, in ossequio al concetto di terra sferica sostenuto, tra gli altri, da Sacrobosco.
Il lessico e le caratteristiche decorative dei portolani rinascimentali, in cui compaiono re, insegne nazionali sui territori scoperti, indicazioni di città maggiori, flora, fauna, simboli religiosi, rose dei venti, scene bibliche, ecc., sono assenti. Al loro posto, troviamo isole minori, divinità fluviali e catene montuose anonime lungo le coste, come ad esempio in America Meridionale, con la rappresentazione di alcune specifiche montagne di forma conica. In nessuno dei toponimi compare la lettera Y, come del resto mai nelle mappe per opera di Leonardo.
Le linee di costa dei territori ancora non scoperti, come quelle occidentali del Sudamerica, sono tracciate con una linea quasi retta, senza i consueti rientri. Paralleli e meridiani sono omessi, con la sola eccezione di qualche traccia per la prospettiva e per la proporzione, come nella parte meridionale del Nuovo Mondo. L'esame delle poche tracce superstiti di paralleli e meridiani mostra che i paralleli "invisibili" sul globo erano divisi di 10 in 10 gradi, mentre i meridiani presentavano suddivisioni di 5 in 5. Questo tipo di suddivisione indica un eccellente grado di precisione e fornisce evidenza del fatto che Leonardo avesse accesso alle mappe tolemaiche, che erano presenti nella sua biblioteca personale.
A tale proposito, è da notare la rappresentazione della montagna di diamanti nella regione estremo-orientale, in prossimità dell'equatore, del portolano di Girolamo da Verrazzano, fratello del più celebre Giovanni (1485-1528), datato 1529 e conservato presso i Musei Vaticani. Per Leonardo, la Prudenza assume le fattezze di un drago. Il posizionamento dell'espressione sulle coste orientali dell'Asia, raggiungibili solo dopo un viaggio lungo e pericoloso, necessariamente da compiere con prudenza, non è frutto di coincidenza. Sul globo Da Vinci è indicato un passaggio via mare a occidente, tra le grandi isole caraibiche, verso le coste orientali dell'Asia. Verrazzano, che era al soldo di Francesco I di Francia, fu incaricato di scoprire un eventuale passaggio verso la Cina. Anche Leonardo lavorò per Francesco I, fino alla propria morte nel 1519. Solo sei anni separano la sua morte dall'incarico assegnato dal re a Verrazzano.
Sul mappamondo sono riportati, in incisione, i nomi di 73 luoghi e una frase. La maggior parte di tali nomi è relativa al continente asiatico, seguito dall'Europa, dal continente africano e da alcuni collocate nello ZIPANCRI (Giappone), nell'area caraibica e in America meridionale.

### Asia
I luoghi del continente asiatico citati nel globo sono: SARMATIA TRA IMAVM ASIATICA (Fonte: Tavola XI di Tolomeo), SARMATIA (Fonte: Tavola II di Tolomeo), ALBANIA (Azerbaigian), ARMENIA (Armenia), ASIA MINOR (Turchia), IVDAE (Israele/Giordania), SIRIA (Siria), PERSIA (Persia, Iran), ARABIA FELIX (Penisola Arabica), MESOPOTANIA (Mesopotamia, Iraq et al.), PARTHIA ARIA (Iran Orientale, Turchia Centro-orientale, Iraq et al.), BABVLONIA, BACTRIANA, SCHITIAIN ESPESIL, TRAIMAVM, SACHARVM REGIO (Regione dei Sacae, o dello zucchero, citata da Tolomeo e Plinio), CARMRNIA (Carmania, regione vinicola citata da Marco Polo, ad est della Persia), CALIQVT (Città portuale indiana, da non confondersi con Calcutta), TROPICVS CANCRI (Tropicus Cancri invece del corretto Tropico del Capricorno, riferito a un'edizione del 1482 o del 1486 di Tolomeo), INDVS (Fiume Indo), INDIA INTRA CANGEM (entro il Gange), SCHITIA EXTRA IAMVM (Scizia oltre l'Imaun, odierno Himalaya), CIRCVLVS ARTICVS (Circolo polare artico), SERICA REGIO (da Tolomeo, Paese dei Seri, correlati alla seta, Nordest della Cina et al., regione più a oriente del mondo secondo Tolomeo), GARIENI (derivato da Garinaioi, lat. Garinei, in prossimità della regione dei Seri e dei monti Anubii sulla tavola VIII di Tolomeo, Asia), INDIA EXTRA (India al di là del Gange), ASSIA (Combinazione da CASHGAR nella Via della Seta e ASIA, nome del continente Asiatico)
.
La grafia della parola ASSIA con doppia S è inusuale. La ritroviamo solo nella mappa di Cantino del 1502, che cita un PVNTO DE ASSIA ma l'incisione non sembra essere coincidente. La posizione della parola ASSIA sul globo, al centro dell'Asia, sembra indicare l'area montuosa caratterizzata da oasi ed aree di scambio di Cascar (Kashgar) nella Cina Occidentale (Xinjiang), SINARVM REGIO (prima rappresentazione storica del nome della Cina su un globo), CACOBATE (derivante da Cacobae, popolazione del nord dell'India, Kakobai, Tolomeo VIII Tabula Asiae), INDIA SVPERIOR, GENGEM FLVVIVM (Fiume Gange), SIMARVM SITVS (cioè regione dei Simi), INDIA DESERTA (Carmania Deserta), INDIA ORIENTALIS (India orientale), HC SVNT DRACONES, MOABIO REGNO (Maabar, Regno dei Malay), VARP R (cioè regno di Varr, vedasi Marco Polo), LOAC PROVINCIA (Terra di Locac di cui parla anche Marco Polo, lato orientale della penisola malese). Per quanto riguarda ANFVROIN (seminascosto proprio sopra HC SVNT DRACONES, si riescono ad intravedere solo la lettera iniziale A e le ultime due lettere IN), IRCINIA.

### Isole
Diverse sono le isole citate sul globo: MADAGASCAR (fonte probabile Marco Polo), CIRTENA (derivante da Sarraceni citati da Marco Polo e da Circobena, Isola in prossimità del Madagascar, riportata anche nel globo di Apiano), e TAPROBANA (Sri Lanka), SEILAN (Isole).

### Europa
In Europa: GALLIA (Francia), GERMANIA (Germania), SCOTIA (Scozia), ANGLIA (Inghilterra), ITALIA (Italia), HISPANIS (Fonte: mappa tolemaica HISPANIAE, TABVLA EVROPA II). EN GRON ELPIE APE (la Groenlandia era ritenuta facente parte dell'Asia. Talvolta citata come PILAPELANT come nella mappa tolemaica di Ulm del 1482 basata sulla mappa del 1427 di Claudio Clavus della Scandinavia), DATIE (Danimarca), RVSIEA TANAIS (Fonte: Plinio), EVROPA (Europa), CRECIA (Grecia), SARMATIA (Polonia, Livonia, Lituania, aree della Russia e della Crimea).

### Africa
Per l'Africa: ZAMOR, MACVSI (Machusier in Mauritania), GETVLIA (Getulia), DESERTA  LIBIA (Deserto Libico), AFERICA (Africa), C VERDE (Capo Verde), R GRADE (Rio Grande), LIBIA INTEROIR (Libia Interna), PALVDES NILI, MEROVE INSVLA (Meroe, importante centro di commercio sul Nilo), EGIPTVS (Aegyptus, cioè Egitto), C DEBONE SPERANZA. (Cabo de Bona Esperanza, cioè Capo di Buona Speranza, scoperto da Bartolomeo Diaz nel 1487).

### Sudamerica e Caraibi
In Sud America: TERRA DE BRAZIL fa riferimento alla regione citata da Colombo durante il suo terzo viaggio, in cui vennero caricate a bordo 3.000 libbre di legno brasiliano, come descritto da Grynäus nel 1499). MVNDVS NOVVS, (si veda Amerigo Vespucci ed il suo messaggio a Lorenzo di Pierfrancesco dei Medici datato 7 settembre 1502, al termine del suo terzo viaggio, oltre all'operetta a stampa dello stesso titolo edita nel 1504), TERRA SANCTAE CRVCIS (derivante da Ilha de Sanctae Crucis, cioè Isola della Santa Croce, così battezzata da Cabral nel 1500). Troviamo una anomalia di forma circolare e colore scuro in corrispondenza del continente sudamericano. Attraverso le analisi di laboratorio, sono state rilevate tracce di rame e di arsenico.
Nei Caraibi: ISABEL (Cuba), SPAGNOLLA (Santo Domingo/Haiti) e ZIPANCRI (Giappone). ZIPANCRI è una deformazione di Canpa Gu, a propria volta derivante dal cinese jih-pen-kuo. Martellus scrive Zipangu, mentre Behaim la denomina Cipangu.